# Spalonki
Spalonki – przysiółek wsi Bągart w Polsce, położony w województwie pomorskim, w powiecie sztumskim, w gminie Dzierzgoń. Wchodzi w skład sołectwa Bągart.
W latach 1975–1998 przysiółek położony był w województwie elbląskim.
Wierni kościoła rzymskokatolickiego należą parafii pod wezwaniem św. Jana Chrzciciela, należącej do dekanatu Dzierzgoń, diecezji elbląskiej.